# Clayton-Bulwer-Vertrag
In dem Clayton-Bulwer-Vertrag von 1850 (am 19. April in Washington, D.C. unterzeichnet) vereinbarten die USA und Großbritannien, dass keiner von beiden einen alleinigen Einfluss auf einen künftigen, den Atlantik mit dem Pazifik verbindenden Kanal haben sollte. Die Neutralität sollte durch beide Nationen garantiert werden.
Der Vertrag ist benannt nach den Verhandlungsführern Sir Henry Lytton Bulwer (Großbritannien) und John M. Clayton (USA).

## Inhalt des Vertrags
Die zwei Mächte vereinbarten, dass keiner von beiden Vertragspartnern:
- eine alleinige Kontrolle über den (künftigen) Kanal anstreben
- Festungen in der Nähe des (künftigen) Kanals anlegen oder unterhalten werden
- ihre Macht über zentralamerikanische Gebiete (z. B. durch Kolonisierung) erweitern werden
- ihre bestehende Macht über zentralamerikanische Gebiete nicht nutzen werden, um alleinige Kontrolle über den (künftigen) Kanal zu erlangen

Die zwei Mächte vereinbarten weiterhin, dass der Bau und der Betrieb des Kanals, von wem auch immer, unter dem Schutz beider Mächte steht, die auch seine Neutralität garantieren.
Ein solcher Kanal, so der Tenor des Vertrags, dient der Menschheit als Ganzes und darf nicht von einem einzelnen Staat zum Nachteil anderer beherrscht werden.
Obwohl man zu diesem Zeitpunkt annahm, der Kanal würde in Nicaragua gebaut (über den Río San Juan, den Lago de Nicaragua und dann Richtung Pazifik), und dies auch im Vertrag zum Ausdruck kam, so wurde auch eine mögliche Route über den Isthmus von Tehuantepec (Mexiko) und Panama nicht ausgeschlossen und unterlag entsprechenden analogen Vertragsbedingungen. Auch eine eventuelle Eisenbahnlinie sollte entsprechend behandelt werden.

## Hintergrund und Vertragsverhandlungen
Bis zur Jahrhundertmitte hatten sich die Interessen der früheren Gegner und nun führenden Nationen im Welthandel stark angenähert; beide hatten freie Seewege und Förderung des Handels als Ziele. Dies wirkte zusätzlich als Absicherung gegen einen erneuten Krieg untereinander, wenn es wieder wie beim Oregon Boundary Dispute zu Grenzstreitigkeiten kam. Daher betonte US-Präsident Zachary Taylor in seiner State of the Union Address die Freundschaft zu Großbritannien überschwänglich. Trotzdem bestanden weiterhin in bestimmten Regionen Interessenkollisionen, insbesondere Mittelamerika betreffend. Clayton, anglophil wie die meisten Whigs, strebte danach, die wirtschaftliche Macht der Briten in der Karibik so weit zu brechen, dass sie mit den Vereinigten Staaten als gleichrangigem Partner geteilt wurde. Als 1849 wegen des kalifornischen Goldrauschs ein Menschenstrom an die amerikanische Westküste einsetzte, entwickelten sowohl Washington als auch London verstärkt Interesse an einem zentralamerikanischen Kanal, der Atlantik und Pazifik miteinander verband. Neben der Verkürzung der Seewege versprachen sich beide Nationen davon bedeutende wirtschaftliche Vorteile. Zu diesem Zweck hatten amerikanische Unternehmen bereits Verhandlungen mit der Regierung Nicaraguas begonnen. Großbritannien dagegen hatte ein Protektorat an der Miskitoküste etabliert, um zumindest den östlichen Kanalzugang zu kontrollieren. Im Januar 1848 nahmen sie nach einem kurzen Seegefecht San Juan de Nicaragua ein und installierten einen jungen Miskito als König einer Marionettenregierung. Zwar blieb die konkrete Beziehung zwischen Großbritannien und der Miskitoküste immer vage, doch bestand London auf der staatlichen Souveränität dieses Territoriums.

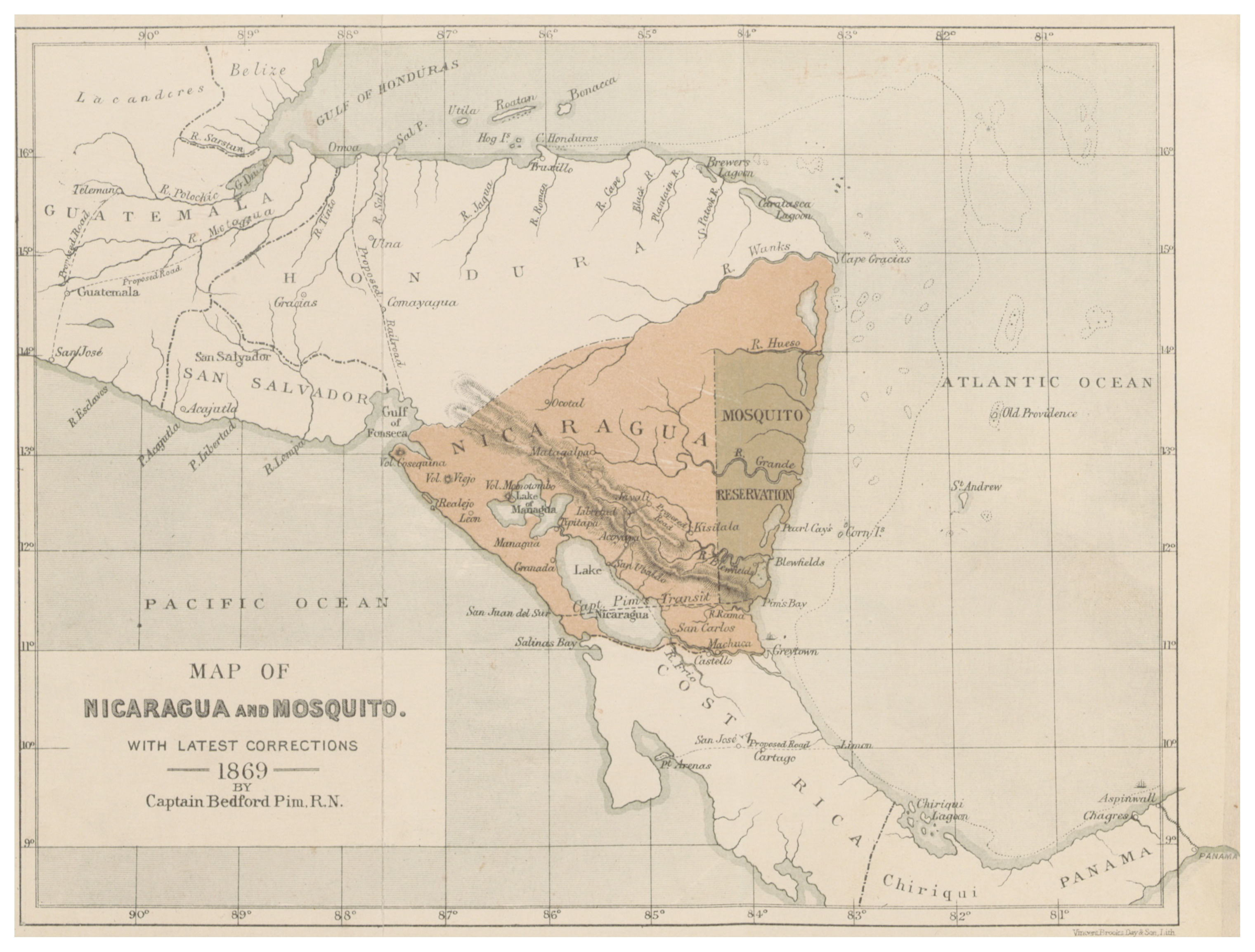
Lage des Miskito-Reservats in Nicaragua (Berthold Carl Seemann und Bedford Pim, 1869)

Noch kurz vor der Präsidentschaftswahl hatten erste Gespräche zwischen den Vereinigten Staaten und Großbritannien in dieser Frage begonnen. In Nicaragua kaprizierten sich die britische und amerikanische Delegationen allerdings auf gegenseitige Täuschungsmanöver. Die Amerikaner trugen zur Konfusion bei, als der Gesandte Elijah Hise noch vor seiner Ablösung durch E. George Squire im Juni 1849 einen Vertrag mit Nicaragua aushandelte, der Washington gegenüber Managua als Garantiemacht für seine Unabhängigkeit stark in die Pflicht nahm. Taylor legte dieses Abkommen daher nicht dem Senat vor. Squire erreichte eine weit weniger verpflichtende Übereinkunft mit Nicaragua, so dass es nun faktisch zwei parallele Verträge zwischen beiden Staaten gab. Im Oktober 1849 nahm der britische Konsul Frederick Chatfield mit einem Kriegsschiff der Royal Navy die Insel El Tigre ein, die am voraussichtlichen westlichen Kanalausgang lag. Die zeitgleich stattfindenden Gespräche in London führte noch der Gesandte George Bancroft, da der von Taylors berufene Lawrence schwer erkrankt den Posten vorerst nicht antreten konnte. Die Gespräche mit dem britischen Außenminister Lord Palmerston verliefen ergebnislos. Als London vom Hise-Vertrag mit Nicaragua erfuhr, gelang es Rives und später Lawrence, Großbritannien, das Gesprächsbereitschaft signalisierte, zu beruhigen. Ihr Vorschlag war, dass die Vereinigten Staaten und Großbritannien die Unabhängigkeit von Nicaragua, Honduras und Costa Rica garantieren sollten. Als klar wurde, dass im Squire-Vertrag die Miskitoküste als Teil Nicaraguas anerkannt wurde, sank die britische Verhandlungsbereitschaft.
Aus heute unbekannten Gründen wurde der Verhandlungsort in der Kanalfrage nach Washington verlegt. Mit Henry Bulwer, 1. Baron Dalling and Bulwer, der ab Januar 1850 britischer Botschafter in Amerika wurde, trat die Wende ein. Bulwer war ein erfahrener Diplomat und sofort eine überaus beliebte Figur in der Gesellschaft der Hauptstadt. Es dauerte nicht lange, bis Bulwer und Clayton Anfang Februar einen Vertragsentwurf konzipiert hatten und Taylor vorlegten. Diesem waren insbesondere die Einlassungen zum britischen Protektorat über die Miskitoküste zu vage, weshalb er um Überarbeitung des Textes bat. Dies geschah bis zum April und hatte bereits die Zustimmung Londons erhalten, als der Präsident es am 22. April dem Senat vorlegte, wobei er das Dokument als ein Wirtschaftsbündnis und eine Absage an die Ausweitung der Manifest Destiny auf Mittelamerika bezeichnete. Beide Seiten versicherten in diesem Abkommen, niemals Herrschaft über Zentralamerika oder exklusive Kontrolle über einen dort zu errichtenden Kanal ausüben zu wollen. Einiges blieb mehrdeutig: Amerika verweigerte die Anerkennung der Miskitoküste, während Großbritannien das Protektorat über diese Region und auch Belize für sich in Anspruch nahm. London sagte aber zu, in Mittelamerika nicht weiter zu expandieren. Einerseits wurde durch dieses Abkommen ein Krieg zwischen den Vereinigten Staaten und Großbritannien abgewendet, andererseits verhinderte es einen zukünftigen Kanalbau in Nicaragua. Taylors Unterschrift unter dieses, später für Theodore Roosevelt hinsichtlich des Panamakanalbaus ein Problem darstellendes, Gesetz am 4. Juli war der letzte Staatsakt vor seinem Tod. Laut K. Jack Bauer war der Clayton-Bulwer-Vertrag ein Meilenstein für die auswärtigen Beziehungen der Vereinigten Staaten, weil London die Vorherrschaft Washingtons in Zentralamerika anerkannte und die Monroe-Doktrin ratifiziert werden konnte. Trotzdem seien Taylor und Claytons Fähigkeiten als Außenpolitiker zu begrenzt gewesen, um nicht nur reflexartig zu agieren, sondern aktive an kohärenten Richtlinien orientiert zu handeln.

## Weiterer Verlauf
Die Öffentlichkeit in den USA sah in dem Vertrag eine Preisgabe der Monroe-Doktrin. In späteren Jahren, als ihr Einfluss in der Region wuchs, versuchten die USA daher, den Vertrag zu revidieren. Dies erfolgte allerdings erst 1901 mit dem Hay-Pauncefote-Vertrag.
Der Ausdruck von wem auch immer in dem Vertrag wurde von den USA später nicht recht beachtet. Im Vertrag wird nicht gesagt, dass nur die USA oder Großbritannien oder Bürger oder Firmen dieser Länder den Kanal bauen dürfen. Allenfalls die gleichlautende Wortwahl (engl. party), wenn von Vertragsparteien und anderen Subjekten die Rede ist, lässt diese Möglichkeit offen.
In der Praxis versuchten die USA immer wieder sicherzustellen, dass der Kanal, wenn überhaupt, dann von US-amerikanischen Gesellschaften gebaut wird. Als 1855 der US-Amerikaner und Abenteurer William Walker Nicaragua mit einer Privatarmee angriff und Granada besetzte, wurde der von ihm ausgerufene Staat von den USA anerkannt, ehe er mit Hilfe benachbarter Staaten 1857 entmachtet werden konnte.
1853 und erneut 1867, 1894, 1896, 1898 und 1899 landeten US-Truppen in Nicaragua, "um Amerikanische Interessen" zu schützen. Auch in anderen Gebieten Zentralamerikas gewannen die USA (insbesondere im Vergleich zu Großbritannien) immer mehr an Einfluss.